# Ali Haddad
Ali Haddad (Azeffoun, 27 de enero de 1965) es un empresario de Argelia, fundador y director ejecutivo de la constructora ETRHB Haddad. Del 27 de noviembre de 2014 al 28 de marzo de 2019 fue presidente del Forum de los Empresarios (FCE) la principal asociación patronal argelina. En 2018 fue considerado por Forbes entre las 5 personalidades más ricas de Argelia.
Considerado uno de los miembros del círculo más próximo de Said Buteflika y del presidente Buteflika fue detenido el 31 de marzo de 2019 cuando intentaba salir de Argelia a través de la frontera de Túnez, dos días antes de hacerse pública la renuncia del presidente.

## Biografía
Haddad es originario de Azzefoun, en la wilaya de Tizi Ouzou donde creció. Es el menor de seis hermanos. A principios de los años 80 se formó como técnico superior en ingeniería civil en Oued Aissi (Tizi Ouzou). Paralelamente a sus estudios, inició su faceta de empresario comprando con sus hermanos un pequeño hotel en su ciudad natal llamado Le Marin. Después de graduarse en agosto de 1988, lanzó la empresa de construcción ETRHB con un capital registrado de un millón de dinares, o 10.000 euros.

### Desarrollo del grupo ETRHB
El primer contrato importante para Ali Haddad llega en 1993, al lograr la contrata de la construcción de un tramo de carretera nacional en la región de Tizi Ouzou por 93 millones de dinares, o 930.000 euros. En 1998, unió fuerzas con Sonatram para renovar el puerto de Azeffoun.
En 2002, ETRHB se convirtió en la mayor empresa privada de obras públicas de Argelia. ETRHB interviene en el proyecto de saneamiento de la ciudad de Azazga, en la construcción de 2 fábricas de tubos de hormigón pretensado, garantiza la construcción de un tramo de 73 km de la carretera Este-Oeste y 65 km de la autopista, la circunvalación sur de Argel. El grupo participa en grandes proyectos de desarrollo para la AEP en Argelia y varias obras ferroviarias. Se inicia la construcción de una planta de cemento con una capacidad de un millón de toneladas por año, así como una refinería.
En 2010 y 2011, asociada con la empresa española Fomento de Construcciones y Contratas, ETRHB ganó los contratos para la nueva línea ferroviaria entre Tlemcen y Akid Abbes en Argelia (66 km, 34 viaductos, 9 túneles) y la línea de un solo uso Relizane-Tiaret-Tissemsilt (185 km).

### Diversificación e internacionalización
La filial de BPH del grupo (Bitumes y Petrol Haddad) se lanzó en 2003. La rama del automóvil, Savem Spa, se lanzó en marzo de 2006. En Argelia, Savem Spa ha estado distribuyendo Toyota y ensamblando camiones Astra desde 2018.
En enero de 2009, el grupo de Ali Haddad lanzó el grupo Media Times New, la empresa que publica Le Temps d'Algerie  (periódico en francés lanzado el 12 de enero de 2009) y Waqt El Djazaïr (diario en árabe lanzado el 24 de febrero de 2009). La web TV de Dzaïr se lanzó en agosto de 2011. Dzaïr TV, una cadena de televisión por satélite de 24 horas, se lanzó en mayo de 2013 (sus periódicos están en árabe, kabil y francés) 12, y su hermana menor Dzaïr News se lanza el 18 de mayo de 2014.
En 2010, Ali Haddad compró el club de fútbol USM Alger y asumió la presidencia. El club se moderniza y se adapta a la profesionalización del mundo del fútbol en Argelia a partir de 2011.
En 2011, Ali Haddad compró el Hotel Palace en Barcelona por 80 millones de euros. Estas propiedades se suman a la cadena de hoteles de Ali Haddad, ya compuesta por el hotel Le Marin en la ciudad de Azeffoun, que se ha convertido en un gran complejo hotelero desde que abrió sus puertas a fines de los años ochenta.
En julio de 2015, propuso un proyecto para controlar Air Méditerranée, que estaba en quiebra. En noviembre de 2016, Ali Haddad anuncia que su grupo se dedicará a la producción de cemento.

### Presidencia de la FCE
El 27 de noviembre de 2014, Ali Haddad fue elegido para encabezar el Foro de Empresarios (FCE) que representa a 4,000 miembros, 7,000 compañías y 300,000 empleados (2018). Renunció a la presidencia el 28 de marzo de 2019 tras las manifestaciones de protesta y la crisis política que provocó la renuncia del presidente Buteflika el 2 de abril de 2019.  
Haddad está considerado como una de las personas del círculo próximo a Saïd Bouteflika, hermano del presidente Buteflika y hombre fuerte de Argelia hasta 2018.

## USM Alger
El 4 de agosto de 2010, el club de fútbol argelino USM Alger se hizo público a partir de la profesionalización de la liga local. Haddad se volvió el principal accionista después de invertir 700 millones DZD, que le garantizó el 83 % de la propiedad sobre el club. El 27 de octubre de 2010, Haddad sustituyó a Saïd Allik como presidente del club.

## Detención
El 31 de marzo de 2019, Ali Haddad fue arrestado sobre las 3 de la mañana en el cruce fronterizo de Oum Teboul al intentar salir hacia Túnez. Llevaba pasaporte británico y denominaciones en dólares y euros.
El 3 de abril, un día después de la renuncia de Bouteflika, Ali Haddad fue puesto bajo custodia del tribunal de Bir Mourad Rais y detenido en la prisión de El-Harrach hasta su juicio.